# 川添
川添（かわぞえ）は、香川県高松市東部にある一地区で、高松市役所川添出張所の管内。元山町、東山崎町、下田井町の3町からなる。かつては全域が「木田郡川添村」（かわぞえむら）として存在し、1956年（昭和31年）9月30日に高松市に編入された。

## 地理
地区は高松市東部に位置し、高松市中心部の郊外に位置する南北に長い地区である。人口は2010年時点で9615人（男4568人/女5047人）、世帯数は4284世帯であり、2010年までの10年間ではほぼ横ばいか微増の状態である。面積は4.51km2、人口密度は1平方キロメートルあたり2121.06人と高松市の平均（1140.03人）を上回っている。

### 地形
全域が高松平野の一部であるため大きな起伏は存在しないが、地区の東には久米山があり、以東は緩やかな丘を経て前田山へ連なっている。扇状地を形成する高松平野の特性上、地区の南に行けば行くほど標高は上がり、同時に斜度もきつくなる。河川は地区の西部に春日川、東部に新川が位置し、それらに挟まれた当地区は多くがその氾濫原となっている。讃岐平野の特徴であるため池は地区内にはほとんど存在しない。
- 山：久米山（標高52.2m）
- 川：新川、春日川、古川
- 湖沼：なし

### 人口
| \| 2002年（平成14年） \| 9,515人 \| \| \| 2003年（平成15年） \| 9,607人 \| \| \| 2004年（平成16年） \| 9,528人 \| \| \| 2005年（平成17年） \| 9,540人 \| \| \| 2006年（平成18年） \| 9,553人 \| \| \| 2007年（平成19年） \| 9,570人 \| \| \| 2008年（平成20年） \| 9,629人 \| \| \| 2009年（平成21年） \| 9,636人 \| \| \| 2010年（平成22年） \| 9,615人 \| \| |         |  |
| 高松市 / 登録人口（10月1日時点） |         |  |
| 2002年（平成14年） | 9,515人 |  |
| 2003年（平成15年） | 9,607人 |  |
| 2004年（平成16年） | 9,528人 |  |
| 2005年（平成17年） | 9,540人 |  |
| 2006年（平成18年） | 9,553人 |  |
| 2007年（平成19年） | 9,570人 |  |
| 2008年（平成20年） | 9,629人 |  |
| 2009年（平成21年） | 9,636人 |  |
| 2010年（平成22年） | 9,615人 |  |

### 高松市川添出張所管内
- 元山町 761-0311
- 東山崎町 761-0312
- 下田井町 761-0313

## 歴史

### 年表
高松市編入以前は「川添村」を参照
- 1956年（昭和31年）9月30日 - 木田郡川添村が高松市に合併（高松市第5次合併）。この区域を以って高松市川添地区成立。
  - 旧大字の区域を継承した元山町、東山崎町、下田井町の3町を設置。
  - 高松市川添出張所が開所。
  - 川添村立川添小学校が高松市立川添小学校に改称。
  - 林・川添組合立協和中学校が高松市立協和中学校に改称。
- 1993年（平成5年）9月3日 - 国道11号高松東バイパス水田交差点 - 上天神町交差点間が開通。
- 1994年（平成6年）3月30日 - 国道11号高松東バイパス前田西町交差点 - 水田交差点間が開通。
- 2003年（平成15年）3月30日 - 高松道高松中央I.C. - 高松西IC間が開通。地区の真ん中を通過しているが地区内にICは無し。
- 2007年（平成19年）10月7日 - ことでん長尾線の水田駅前後が高架化。

### 町名の変遷
| 実施後   | 実施年月日      | 実施前     |
| -------- | --------------- | ---------- |
| 元山町   | 昭和31年9月30日 | 大字元山   |
| 東山崎町 | 昭和31年9月30日 | 大字山崎   |
| 下田井町 | 昭和31年9月30日 | 大字下田井 |

## 経済
高松市の平均と比較して第二次産業従事者（+4.5%）の割合が高く、第三次産業従事者（-4.4%）の割合が低いが、第一次産業従事者（-0.2%）の割合は平均的である。

### 第一次産業
- 就業者数：142人、構成比：3.3%（2005年国勢調査）[3]

地区内には多くの農地が存在し、主に稲作を中心とした農業が行われている。
- 米

### 第二次産業
- 就業者数：1020人、構成比：23.9%（2005年国勢調査）[3]

地区内に大規模な第二次産業集中地帯は無い。

### 第三次産業
- 就業者数：3098人、構成比：72.7%（2005年国勢調査）[3]

長尾街道沿いには古くから続く個人商店が残っているほか、高松東バイパスやさぬき東街道など新しく出来たバイパス沿いにはロードサイド店が立地している。
主な商業施設
- マルナカ水田店
- マルヨシセンター水田店（2009年3月8日閉店）
- フレスポ高松
  - 宮脇書店フレスポ高松店
  - ラ・ムー高松東店
  - マツモトキヨシフレスポ高松店
  - ダイソーフレスポ高松店
  - モスバーガーフレスポ高松店
  - カラオケ本舗まねきねこ高松東山崎店
  - スーパーオートバックス高松中央
- DCMダイキ水田店

主な企業
- 百十四銀行水田クイックスクエア（旧水田支店[4]）
- 香川銀行水田支店
- 高松信用金庫元山支店
- JA香川県川添支店

## 教育
地区内の小学校は市立川添小学校が存在し、中学校は市立協和中学校が存在する。小学校区は川添小学校が地区の全域を校区としているほか、地区外の林地区六条町の一部も校区としている。中学校区は全域が市立協和中学校の校区であり、他地区（林、前田）も校区としている。
小学校・中学校
- 高松市立川添小学校
- 高松市立協和中学校

幼稚園・保育所
- 市立川添幼稚園
- 私立川添保育園
- 私立白樺保育園

## 行政
この地区の行政サービスの中心としては高松市川添出張所があり各種住民サービスに対応している。またそこは公民館も兼ねていて川添コミュニティセンターとして地域交流・生涯学習の中心となっている。
主な行政施設
- 高松市川添出張所
- 高松東警察署川添交番
- 高松市東消防署川添出張所

## 生活
公共施設
- 川添コミュニティセンター（公民館）
- 川添郵便局
- 下田井公園

医療機関
| - 安西内科医院 - 鵜川歯科医院 - 久保歯科クリニック - あんどう歯科 | - 協和医院 - 河野内科医院 - 安元クリニック - 宮脇歯科医院 |

※町別50音順

## 交通

### 道路
国道
- 国道11号高松東バイパス（さぬき夢街道）

主要地方道
- 香川県道10号高松長尾大内線（さぬき東街道）

その他県道
- 香川県道147号太田上町志度線

市道
- 高松市道東山崎亀田線（長尾街道）

### 鉄道
ことでん
- 長尾線：元山駅、水田駅

### バス
地区内を通るバス路線は大川バス引田線の1路線のみが存在する。当線は高松駅発瓦町経由で、東かがわ市引田まで運行し、地区内では全線が長尾街道（県道10号高松長尾大内線本線、市道東山崎亀田線）を路線としている。また、市内最大手のことでんバスは地区内には路線を持っていない。
大川バス
- 引田線：元山下 - 元山 - 川添橋 - 水田

## メディア

### 放送
ケーブルテレビ
- ケーブルメディア四国（高松ケーブルテレビ）

地上波テレビ放送
基本的に高松市東部古高松地区の前田山にある高松局を受信する。そのほか、古い建物などでは岡山県玉野市の金甲山にある岡山局を受信している世帯もあるが、それらの世帯でもほとんどは加えて高松局も受信している。高松局を受信する場合はアナログ放送でもUHFアンテナ1本で全チャンネルが受信できるが、アナログ放送において岡山局を受信する場合はUHFアンテナとVHFアンテナの2本が必要だった。なお、デジタル放送は全てUHFアンテナ1本で済む。
| 局名                 | 局名                 | NHK高松 | NHK高松 | NHK岡山 | NHK岡山 | RNC  | KSB  | RSK  | OHK  | TSC  | 出力            | 偏波面 | 送信 場所 |
| 局名                 | 局名                 | 総合    | 教育    | 総合    | 教育    | RNC  | KSB  | RSK  | OHK  | TSC  | 出力            | 偏波面 | 送信 場所 |
| デジタルリモコン番号 | デジタルリモコン番号 | 1ch     | 2ch     | 1ch     | 2ch     | 4ch  | 5ch  | 6ch  | 8ch  | 7ch  | 出力            | 偏波面 | 送信 場所 |
| -------------------- | -------------------- | ------- | ------- | ------- | ------- | ---- | ---- | ---- | ---- | ---- | --------------- | ------ | --------- |
| 高松                 | デジタル             | 24ch    | 13ch    | -       | -       | 15ch | 17ch | 21ch | 27ch | 18ch | NHK1kW/民放500W | 水平   | 前田山    |
| 高松                 | アナログ             | 37ch    | 39ch    | -       | -       | 41ch | 33ch | 29ch | 31ch | 19ch | NHK10kW/民放5kW | 水平   | 前田山    |
| 岡山 (北讃岐)        | デジタル             | (24ch)  | (13ch)  | 32ch    | 45ch    | 20ch | 30ch | 21ch | 27ch | 18ch | 2kW(200W)       | 水平   | 金甲山    |
| 岡山 (北讃岐)        | アナログ             | -       | -       | 5ch     | 3ch     | 9ch  | 25ch | 11ch | 35ch | 23ch | V10kW/U20kW     | 水平   | 金甲山    |

AMラジオ放送
- NHK高松第1放送：1368kHz（高松局 出力5kW）
- NHK高松第2放送：1035kHz（高松局 出力1kW）
- 西日本放送ラジオ：1449kHz（高松局 出力5kW）

FMラジオ放送
- NHK高松FM放送：86.0MHz（高松局 出力1kW）
- FM香川：78.6MHz（高松局 出力1kW）
- FM高松：81.5kHz（コミュニティ放送 出力20W）

県外波
- NHK岡山第1放送：603kHz（岡山局 出力5kW）
- NHK岡山第2放送：1386kHz（岡山局 出力5kW）
- RSKラジオ：1494kHz（岡山局 出力10kW）
- NHK大阪第1放送：666kHz（大阪局 出力100kW）
- NHK大阪第2放送：828kHz（大阪局 出力300kW）
- MBSラジオ：1179kHz（大阪局 出力50kW）
- 朝日放送ラジオ：1008kHz（大阪局 出力50kW）
- ラジオ大阪：1314kHz（大阪局 出力50kW）

- NHK岡山FM放送：88.7MHz（岡山局 出力1kW）
- FM岡山：76.8MHz（岡山局 出力1kW）

## 名所・旧跡・観光・レジャー
地区内に主だった観光施設はない。
- 久米池南遺跡（弥生時代）
- 高松市茶臼山古墳（古墳時代、県指定史跡）
- 本山城
- 大熊城
- 田井城